# Tesaliótide
Tesaliótide era una región de la Antigua Grecia, uno de los cuatro distritos en los que se dividía la antigua Tesalia, junto con Ftiótide, Histiótide y Pelasgiótide. Se considera que Tesaliótide es la más antigua de las cuatro al llevar el nombre de los tésalos, y por tanto fue supuestamente su lugar de origen, desde donde invadieron los otros territorios. Un fragmento de Aristóteles atribuye esta división territorial a Álevas el Pelirrojo, de la familia de los Alévadas, en el siglo VI a. C. Hansen y Nielsen incluyen entre las polis que consideran  probable que en las épocas arcaica y clásica pertenecieran a esta región a: Tetonion, Cíero, Metilio, Facio, Piresias y Ortos. Helly incluye a Limneo. Estrabón ubicaba también en este distrito las ciudades de Filo, donde se hallaba un templo de Apolo Filio e Icnas, donde se rendía culto a Temis Icnea.